# The Last Station
The Last Station är en film från 2009, regisserad av Michael Hoffman. Den är baserad på en biografisk roman med samma namn av Jay Parini som handlar om de sista månaderna i Lev Tolstojs liv.

## Handling
Filmen handlar om striden mellan Tolstojs maka Sofja (Helen Mirren) och hans lärjunge Vladimir Chertkov (Paul Giamatti) över Tolstojs arv och upphovsrätten över hans verk under de sista månaderna i Tolstojs liv 1910. Den utspelar sig främst på Tolstojs gods Jasnaja Poljana. Lev (Christopher Plummer) och Sofja har haft ett långt och lycklig äktenskap, men hans idealistiska och andliga sida krockar med hennes mer aristokratiska och konventionellt religiösa uppfattning. Han är till exempel mot privat ägande. Hans anhängare försöker få honom att skriva på ett nytt testamente som ska göra att alla hans verk blir "public domain". Skeendena ses utifrån Tolstojs nya sekreterare Valentin Bulgakov (James McAvoy), som hamnar i en medlingssitiation mellan de båda sidorna. Han har även en kärleksrelation med en av de andra anhängarna, Masha (Kerry Condon).
Tolstoj skriver under det nya testamentet och reser iväg för att kunna arbeta ostört. Sofja blir förtvivlad och försöker dränka sig, men räddas av Valentin Bulgakov. Tolstoj blir sjuk under resan och tvingas stanna på järnvägsstationen i Astapovo. Dottern (Anne-Marie Duff) och Chertkov låter inte Sofja träffa maken, förrän precis innan han avlider. 

## Medverkande
- Christopher Plummer som Lev Tolstoj
- Helen Mirren som Sofja Tolstoja
- Paul Giamatti som Vladimir Chertkov, ledare av Tolstojs anhängare
- James McAvoy som Valentin Bulgakov, privatsekreterare.
- Kerry Condon som Masha, en av Tolstojs anhängare
- Anne-Marie Duff som Sasha, Lev och Sofja dotter.
- Patrick Kennedy som Sergejenko, en av Tolstojs anhängare
- John Sessions som Dr. Dušan Makovický, Levs doktor.

## Utmärkelser
Mirren belönades i kategorin Bästa skådespelerska vid Rome International Film Festival 2009. Hon nominerades till en Golden Globe i kategorin Bästa skådespelerska inom drama och Plummer nominerades för bästa birollsinnehavare. Både fick även Oscarnomineringar.  

## Mottagande
Filmen fick bra kritik av 70 % av kritikerna, baserat på 137 recensioner med ett snitt på 6,6/10.